# Eugen Burhard
Eugen Burhard – niemiecki bokser, zdobywca złotego medalu na mistrzostwach Unii Europejskiej w 2009 roku. W finale pokonał Thomasa Stalkera.
Jako bokser amatorski był też medalistą mistrzostw Europy 2010 oraz pucharu Europy w tym samym roku.